# Christlieb Siegmund Binder
Christlieb Siegmund Binder (ur. 29 lipca 1723 w Dreźnie, zm. 1 stycznia 1789 tamże) – niemiecki kompozytor, klawesynista, organista i pantaleonista.
Kształcił się u Pantaleona Hebenstreita. W 1751 roku wstąpił do kapeli nadwornej Augusta III Mocnego w Dreźnie. Od 1764 roku pełnił funkcję organisty w drezdeńskiej katedrze katolickiej Świętej Trójcy. 
Komponował utwory na orkiestrę, organy i klawesyn. W twórczości Bindera, utrzymanej w tradycji muzyki barokowej (formy muzyczne, stylizacja, faktura polifoniczna, techniki kontrapunktyczne), widoczne jest przejście od stylu galant w kierunku Empfindsamer Stil. W kompozycjach klawesynowych można zauważyć wpływy J.A. Hassego i C.P.E. Bacha.